# Provincia di Chachoengsao
La provincia di Chachoengsao si trova in Thailandia, nella regione della Thailandia Centrale. Si estende per 5.351 km² e, a tutto il 2020, aveva 720 718 abitanti. Il capoluogo è il distretto di Mueang Chachoengsao e la città principale è Chachoengsao.

## Geografia antropica

### Suddivisioni amministrative
La provincia è suddivisa in 11 distretti (amphoe). Questi a loro volta sono suddivisi in 93 sottodistretti (tambon) e 859 villaggi (muban).

Mappa degli Amphoe

| 1. Mueang Chachoengsao 2. Bang Khla 3. Bang Nam Priao 4. Bang Pakong 5. Ban Pho 6. Phanom Sarakham 7. Ratchasan 8. Sanam Chai Khet 9. Plaeng Yao 10. Tha Takiap 11. Khlong Khuean |